# Cymothoa nigropunctata
Cymothoa nigropunctata är en kräftdjursart som beskrevs av Risso 1816. Cymothoa nigropunctata ingår i släktet Cymothoa och familjen Cymothoidae. Inga underarter finns listade i Catalogue of Life.